# ATC M05 – A csontbetegségek kezelésének gyógyszerei
Az ATC M05 – A csontbetegségek kezelésének gyógyszerei a gyógyszerek anatómiai, gyógyászati és kémiai osztályozási rendszerének (ATC) egyik alcsoportja.
| ATC M   | Váz- és izomrendszer                                     |
| ------- | -------------------------------------------------------- |
| ATC M01 | Gyulladásgátlók és reuma elleni készítmények             |
| ATC M02 | Ízületi- és izomfájdalmak kezelésének helyi készítményei |
| ATC M03 | Izomrelaxánsok                                           |
| ATC M04 | Köszvény elleni készítmények                             |
| ATC M05 | Csontbetegségek kezelésének gyógyszerei                  |
| ATC M09 | A váz- és izomrendszer betegségeinek egyéb gyógyszerei   |

## M05B Mineralizációra és csontszerkezetre ható szerek

### M05BA Biszfoszfonátok
M05BA01 Etidronsav
M05BA02 Klodronsav
M05BA03 Pamidronsav
M05BA04 Alendronsav
M05BA05 Tiludronsav
M05BA06 Ibandronsav
M05BA07 Rizedronsav
M05BA08 Zoledronsav

### M05BB Biszfoszfonát és kalciumtartalmú szekvenciális készítmények
M05BB01 Etidronsav és kalcium, sequential
M05BB02 Rizedronsav és kalcium, sequential
M05BB03 Alendronsav és kolekalciferol
M05BB04 Rizedronsav, kalcium és kolecalciferol, sequential

### M05BC Csont morfogenetikus fehérjék
M05BC01 Dibotermin alfa
M05BC02 Eptotermin alfa

### M05BX Mineralizációra ható egyéb szerek
| M05BX01 | Ipriflavon           | Ipriflavone             |
| M05BX02 | Alumínium-klórhidrát | Aluminium chlorohydrate |
| M05BX03 | Stroncium-ranelát    | Strontium ranelate      |
| M05BX04 | Denoszumab           | Denosumab               |